# جنغل تير أحمد (غوهران)
جنغل تیر أحمد (بالفارسية: جنگل تیراحمد) هي قرية تقع في إيران في قسم غوهران الريفي. يقدر عدد سكانها بـ 74 نسمة بحسب إحصاء 2016.